# Kommunikative Bewegungstherapie
Die Kommunikative Bewegungstherapie (KomBT) ist eine nonverbale, handlungsorientierte, komplementäre Methode der Psychotherapie. Sie ergänzt in ihrem tiefenpsychologisch orientierten Ansatz die Einzel- und Gruppengesprächstherapie. Sie verschafft den Patienten in der Gruppe einen Rahmen für Handlungserfahrungen. Über zwischenmenschliche Begegnung und das Lösen gemeinsamer Aufgaben ermöglicht sie dem Patienten das bewusste Wahrnehmen von Störungen im interpersonellen Bereich und deren Ausdruck im Körperlichen.
Der Therapeut regt den Patienten zur Reflexion des Geschehens im Hier und Jetzt an. Diese vollzieht sich anfangs im Nachspüren und  -denken. Im Verlauf der Therapie lernt der Patient sein Erleben und Verhalten wahrzunehmen, es zu akzeptieren und auch zu benennen. Die Gruppe hilft jedem Mitglied damit situationsgerecht umzugehen und neue schwierige Aufgaben im Schutz der Gruppe und des Therapeuten zu bewältigen.
Die wichtigsten Inhalte für die verschiedenen Themen sind: Die Wahrnehmung von Ich, Du und Wir. Das Kennenlernen der eigenen Bedürfnisse und des sozialen Verhaltens, die Förderung der Integration, die Zuwendung zu dem inneren Sein, dem Ich. Die Konfrontation mit der Auseinandersetzungs- und Entscheidungsfähigkeit. Der Umgang mit Mut und Risiko und dem Vertrauen, die Förderung der Kreativität sowie die Erfahrung von und der Umgang mit der Emotionalität.

## Geschichte
Anita Kiesel, später Wilda-Kiesel, arbeitete seit 1960  als Krankengymnastin an der Abteilung für Psychotherapie der Neurologisch-Psychiatrischen Klinik der damaligen Karl-Marx-Universität Leipzig. Ärzte und Psychologen unter der Leitung von Christa Kohler suchten in den sechziger Jahren im Rahmen einer Kommunikativen Psychotherapie (S. 113 ff) neben der tiefenpsychologisch orientierten Einzeltherapie nach Behandlungsverfahren, die die Gruppengesprächstherapie ergänzen konnten.
In der Literatur der dreißiger Jahre fand Kiesel Hinweise auf die Bedeutung bzw. Einbeziehung des Körperlichen in die Behandlung psychisch Kranker (Graf Dürckheim, Lucy Heyer-Grote, später Moshe Feldenkrais und Gerda Alexander). Bei einer direkten Schülerin von Elsa Gindler (Margarete Jaensch) erlebte sie eindrucksvoll die auf den Körper gerichtete Wahrnehmung.
Kiesel arbeitete zuerst nach den Leitpunkten von Heyer-Grote Spannung-Lösung, Gleichgewicht, Körpergefühl, Rhythmus, Raumgefühl und Gemeinschaftsbeziehung. Sie fand reichlich Übungsmaterial zu diesen Themen aus der Gymnastik und Bewegungstherapie ihres Berufes. Während ihrer praktischen Arbeit fand sie immer mehr Übungen, die ihren Patienten halfen, ihre durch die psychische Erkrankung veränderten Erlebens- und Verhaltensweisen zu erkennen, anzunehmen und zu bewältigen. Blickkontakt, Nähe und Distanz, sich selbst zu spüren und anzunehmen bestimmten jetzt die Gruppentherapie.
1967 veranstaltete die Klinik für Psychotherapie der Universität Leipzig mit der Ärztlichen Gesellschaft für Psychotherapie ein Symposium zum Thema Bewegungstherapie. Der Kontakt mit Vertretern ähnlicher therapeutischer Ansätze, wie Helmuth Stolze (Konzentrative Bewegungstherapie, München); Ferdinand Knobloch und Milida Bendowa (Psychogymnastik, Prag); Marianne Fuchs (Atemtherapie, Erlangen) und Katharina Knauth (Tanztherapie, Dresden), bestätigten Kiesel, dass die Ergänzung der Psychotherapie durch körperliche Verfahren einen wichtigen therapeutischen Ansatz bilden kann.
Die Teilnahme und aktive Mitgestaltung der inzwischen ausgebildeten Fachphysiotherapeuten an der Fortbildung von Ärzten und Psychologen in deren Fortbildungsseminaren bzw. Kommunitäten ab 1974 ergaben für Kiesel neue Einsichten in die Entwicklungsstruktur der Gruppenpsychotherapie, die sie auf die Kommunikative Bewegungstherapie übertrug.
Ab 1971 begann die Fortbildung zum „Fachphysiotherapeuten zur Prophylaxe und Physiotherapie funktioneller Störungen und Neurosen“ (ebd.)
1972 gründete Anita Kiesel eine Arbeitsgruppe, in der sich 20 Fachphysiotherapeuten zusammenfanden, mit dem Ziel, die Methode mit ihren praktischen Erfahrungen weiterzuentwickeln.
Diese Gruppe wurde 1976 als selbständige Gruppe in die Ärztliche Gesellschaft für Psychotherapie  aufgenommen und arbeitete wissenschaftlich in der Sektion Dynamische Gruppenpsychotherapie.
2003 löste sich die Nachfolgegesellschaft „Gesellschaft für Psychotherapie, Psychosomatik und Medizinische Psychologie (GPPMP)“ auf und die Arbeitsgruppe Kommunikative Bewegungstherapie gründete die Akademie für Kommunikative Bewegungstherapie, deren Vorsitzende Anette Tögel ist. Fortbildungen und die jährliche Weiterbildungstreffen finden unter dem Dach der Akademie statt. Die wissenschaftliche Leitung hat Uwe Wutzler inne.

## Die Methode
Kommunikative Bewegungstherapie ist immer eine Gruppentherapie. Sie wird im Rahmen einer stationären oder ambulanten (tagesklinischen) Psychotherapie (heute auch Erwachsenen- sowie Kinder- und Jugendpsychiatrie,  Rehabilitations- und Suchttherapieeinrichtungen, Maßregelvollzug) durchgeführt.
Im sozialen Gebilde der Gruppe gehen ihre Mitglieder stets wechselseitige Beziehungen ein, die von den Inhalten und Zielen der Therapie bestimmt werden. Die Kommunikative Bewegungstherapie verfolgt die gleichen Ziele der Veränderung der momentanen psychophysischen und sozialen Situation wie eine Gesprächstherapie. Es entsteht ein therapeutischer Prozess, der zur eigentlichen Entwicklung einer therapeutischen Gruppe führt. Der heilsame Prozess beginnt, wenn die Gruppenmitglieder die Wege und Ziele der Therapie kennengelernt haben und sie diese akzeptieren.
Eine Therapiestunde im Rahmen einer psychotherapeutischen Behandlung findet üblicherweise ein- bis mehrmals in der Woche statt und dauert zwischen 45 und 90 Minuten. Sie wird entsprechend dem Therapiekonzept als offene, halboffene oder geschlossene Gruppe durchgeführt. Da sie ein Bestandteil des psychotherapeutischen Prozesses ist, ergänzt sie komplementär die Gesprächstherapie bzw. steht mit ihr in enger Wechselbeziehung.
Für die Entwicklung des therapeutischen Prozesses unter der Beachtung von lerntheoretischen Anforderungen werden in der Therapie Phasen der Erfahrung und des Lernens beachtet. Es sind die Phase der Orientierung, der Auseinandersetzung und die Arbeits- und emotionale Phase. Der Zeit des Abschieds, der Lösung  von der Therapie, den Gruppenmitgliedern und dem Therapeuten wird besondere Aufmerksamkeit geschenkt.
Für die Therapie werden zur Förderung der zwischenmenschlichen Begegnung Gegenstände verwendet. Es sind z. B. Bälle und Stäbe, Tücher, Steine oder Knöpfe, mit denen Kontakt zum Anderen aufgenommen werden kann. Zudem verfügt jedes Gruppenmitglied über eine Decke, die ihm Schutz, Raum und Zuflucht ermöglicht.

### Die Rolle des Therapeuten
Die therapeutischen Grundhaltungen wie Empathie, positive Wertschätzung und Abstinenz sowie Echtheit nach Carl Rogers sind die Basisvariablen für das Verhalten. Diese werden ergänzt von dem speziellen Verhalten des Therapeuten in der bewegungstherapeutischen Gruppe. Es sind die Aktionen zur Vorgabe der Aufgabenstellungen, die Beobachtung sowie seine Reaktionen und Reflexionen. Letztere sind in der Therapie von besonderer Bedeutung, weil sie die stille Reflexion zum Nachdenken und Bedenken der momentanen Erfahrungen im Erleben und Verhalten des Patienten fördert und die verbale Mitteilung der Gruppenmitglieder untereinander einleitet.
Die Rolle des Therapeuten verändert sich im Therapieverlauf. Während er zu Beginn der Therapie die Aufgaben stellt und die entsprechenden Übungen erklärt, nimmt er sich in der Arbeitsphase weitgehend zurück, lässt die Gruppenmitglieder ihre eigenen Lösungen finden und fördert im Wesentlichen die Reflexion des Geschehens. (S. 137 ff)

## Fortbildung
1968  fanden an der Leipziger Klinik die ersten Weiterbildungen in Kommunikativer Bewegungstherapie und Konzentrativer Entspannung statt.
1971 war der  Beginn der Fortbildung für Fachphysiotherapeuten an der Bezirksakademie Leipzig für das Institut für Weiterbildung Mittlerer Medizinischer Berufe. Die Rahmenausbildungsunterlage war staatlich anerkannt und führte zu einer Gehaltshöherstufung. (S. 35)
1972' erfolgte die  Gründung der Arbeitsgruppe Kommunikative Bewegungstherapie mit jährlichen mehrtägigen Treffen zum Informationsaustausch.
1974 war eine  Langjährige aktive Mitgestaltung einiger Fachphysiotherapeuten an der Weiterbildung von Ärzten und Psychologen in Intendierter dynamischer Gruppenpsychotherapie.
Mit der Einheit Deutschlands wurden 1990 die Strukturen der Weiter- und Fortbildung der DDR zerschlagen. Der Bedarf an gut ausgebildeten Therapeuten blieb. Anita Wilda-Kiesel erarbeitete mit den Mitgliedern der Arbeitsgruppe Erika Eichhorn, Eveline Fredrich, Elfruna Orthmann, Anette Tögel und Dörthe Maria Zorr ein neues Fortbildungskonzept. Jetzt war das ausschließliche Ziel die Fortbildung zum „Therapeuten für Kommunikative Bewegungstherapie“.  Zielgruppe war zunächst mittleres medizinisches Personal, vorrangig Physiotherapeuten, später auch Ergotherapeuten, Gesundheits- und Krankenpfleger, Sporttherapeuten, Psychologen und Ärzte, die mit psychisch Kranken arbeiten.
Diese Fortbildung wurde innerhalb eines Jahres an 10 Wochenenden absolviert. Mit insgesamt 150 Stunden theoretischem und praktischem Unterricht als Selbsterfahrung wird die Methode vermittelt. Dazu gehörten das Selbststudium zur Krankheitslehre und Arbeit in einer Klinik mit psychisch Kranken sowie eine abschließende Prüfung in Theorie und Praxis. Es arbeiten mindestens zwei Lehrtherapeuten gleichzeitig mit der Gruppe an einem Thema. (S. 149 ff)
Ab 2020  wurde das Konzept der  Fortbildung verändert. Es umfasst nun 17 Kurse über einen Zeitraum von zwei Jahren. Das Programm wurde deutlich erweitert, um die Qualität zu erhöhen und die spezifischen Themenkreise besser abzubilden und zu vertiefen.